# Фламандський інтерес
Фламандський інтерес (нід. Vlaams Belang) — ультраправа партія Бельгії, яка виступає за незалежність Фландрії, обмеження імміграції, а також за збереження «традиційних фламандських цінностей». Діє у фламандській частині Бельгії. До кінця 2004 року партія називалася «Фламандський блок». Голова партії — Том Ван Грікен.

## Історія
Утворена в 1979 році з Фламандської народної партії та Фламандської національної партії. Засновник і голова — Карел Діллен. Партія прагне до незалежності регіонів Бельгії, в яких говорять нідерландською, а також захист культурних цінностей Фландрії. У 1990-х роках партія домагалася великих успіхів на виборах, особливо в Антверпені. Партія співпрацює з Національним фронтом у Франції, з республіканцями з Німеччини. Апеляційний суд Бельгії 9 листопада 2004 засудив Фламандський інтерес в дискримінації по відношенню до іммігрантів. 14 листопада 2004 року партія переглянула свою програму.

## Програма
- Підвищення виплат на дітей, що сприятиме поліпшенню народжуваності.
- Перетворення пенсійної системи на накопичувальну.
- Збереження системи освіти.
- Боротьба проти членства Туреччини в ЄС.
- Ліквідація законів, які обмежують свободу слова.
- Введення єдиного податку.
- Заборона абортів.
- Приватизація державних підприємств.